# Földfémek

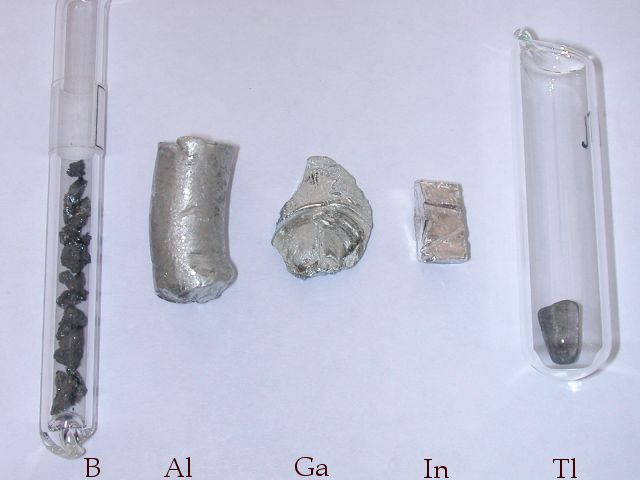
földfémek

A földfémek (más néven bórcsoport) a periódusos rendszer III. A főcsoportjának elemei. Közéjük tartozik a bór (B), alumínium (Al), gallium (Ga), indium (In), tallium (Tl) és nihónium (Nh). Közös jellemzőjük, hogy a külső elektronhéjukon három elektron van. Bár a periódusos rendszer p-mezőjében helyezkedik el, a csoportra jellemző az oktettszabály megsértése, főképp a bór és az alumínium esetében. Ezek az elemek a vegyértékhéjukon 8 helyett 6 elektronnal is elérhetik az ideális energiaállapotot. A földfémek – a bór kivételével – puhák, reakcióképesek, jól vezetik az áramot és a hőt szobahőmérsékleten.
A bór kivételével, ami félfém, mind fémek. A bór ritkán fordul elő a természetben. Az alumínium a harmadik leggyakoribb elem a földkéregben, a földkéreg 8,3%-a alumínium. Az indium a földkéregben a 61. leggyakoribb elem. A gallium ritkán található meg a földben. A tallium szintén. A nihónium nem fordul elő a természetben, mivel radioaktív.
A bór nyomelemként az emberi és a növényi szervezetekben is megtalálható. Ha a növények nem jutnak elég bórhoz, akkor a száraik vékonyabbak, a leveleik kisebbek lesznek. Túl sok bór viszont akadályozza a növekedésüket. Az alumíniumnak nincs biológiai szerepe, és jelentősebb mérgező hatása sincs. Az indium és a gallium serkentő hatással is lehet az anyagcserére. A tallium erősen mérgező vegyület, gátolja számos fontos enzim működését, növényvédőszerként használják.

## Elektronszerkezetük
Mint az összes elemnél, a földfémeknél is elsősorban a külső elektronhéj határozza meg a kémiai tulajdonságaikat. Elektronszerkezetük a következő:
| Rendszám | Elem      | Elektronok héjanként    |
| -------- | --------- | ----------------------- |
| 5        | bór       | 2, 3                    |
| 13       | alumínium | 2, 8, 3                 |
| 31       | gallium   | 2, 8, 18, 3             |
| 49       | indium    | 2, 8, 18, 18, 3         |
| 81       | tallium   | 2, 8, 18, 32, 18, 3     |
| 113      | nihónium  | 2, 8, 18, 32, 32, 18, 3 |

A bór a többi földfémtől eltérően vegyületeiben kovalens kötéssel kapcsolódik a többi atomhoz, kationjának polarizáló hatása miatt. Továbbá keménysége és törésmutatója is eltér a többi földfémétől. Sok hidridje ismert, amelyeket boránoknak is hívnak. A bór elektromos és hőszigetelő tulajdonságokat mutat szobahőmérsékleten, de jó vezetővé válik magas hőmérsékleten.

## Hidrogénvegyületeik
A bórnak sok hidrogénvegyülete ismert, pl. B2H6 és B10H14. Az alumíniumnak és a galliumnak kevesebb hidridje ismert. Az indium nem képez hidrideket, csak komplexeket, ilyen például a H3InP(Cy)3 foszfin komplex. A talliumnak nem ismert stabil hidridje.

## Fordítás
Ez a szócikk részben vagy egészben  a   Boron group című angol Wikipédia-szócikk ezen változatának fordításán alapul.  Az eredeti cikk szerkesztőit annak laptörténete sorolja fel. Ez a jelzés csupán a megfogalmazás eredetét és a szerzői jogokat jelzi, nem szolgál a cikkben szereplő információk forrásmegjelöléseként.